# Dimitrij
Dimitrij je moško osebno ime.

## Izvor imena
Imena Dimitrij, Demetrij, Demitrij izhajajo iz grškega imena Δημητριος (Dēmētrios), ki je pomenilo »sin Demetre, boginje poljedelstva in rodovitnosti«. Samoglasnika i v imenu Dimitrij sta nastala iz starogrške ete (eta-ἦτα) po itacizmu, to je branju ete z i-jem. V latinščini pa se ime glasi Demetrius.

## Različice imena
- moške različice imena: Demeter, Demetrij, Demko, Demo, Domiter, Mitja, Mitjan, Mitko, Mito, Mitar...
- ženske različice imena: Demetrija, Dimitra, Dimitrija

## Tujejezikovne različice imena
- pri Angležih: Demetrius, Dmitry
- pri Grkih: Demetrios, Dimitrios, Dimitris (Dēmētrios >> gr. priimek Dimitriou)
- pri Nemcih: Demetrius (tudi latinsko)
- pri Francozih: Dimitri
- pri Kataloncih: Demetri
- pri Nizozemcih, Švedih ... : Dimitri; Demetrius ?
- pri Poljakih: Demetriusz, Dymitr
- pri Rusih: Деметрий, Дмитрий (Dimitry/Dimitri/D'mitriy, Dmitr; Dimka, Dima, Mitja...)
- pri Ukrajincih: Дмитро (Dmytro/Dmitro)
- pri Belorusih: Дзмітрый, Зміцер (Dzmitryj, Zmicier)
- pri Madžarih: Demeter, Dömötör, Dmitrij
- pri Slovakih in Čehih?: Demeter
- pri Bolgarih: Dimităr (Димитър)
- pri Hrvatih: Dmitar
- pri Makedoncih in Srbih: Dimitar, Dimitrije, Mitko
- pri Črnogorcih: Mitar
- pri Romunih: Dumitru, Dimitrie
- pri Italijanih in Špancih: Demetrio, Dimitri
- pri Portugalcih: Demétrio (Portugalska); Dimitri (Brazilija)
- pri Fincih: Mitri, Mitro, Dimitri
- pri Gruzincih: დემეტრე, Demetre
- pri Latvijcih: Dmitrijs
  - Esperanto: Zmitro, Demetrio

## Pogostost imena
Po podatkih Statističnega urada Republike Slovenije je bilo na dan 31. decembra 2007 v Sloveniji število moških oseb z imenom Dimitrij: 336.

## Osebni praznik
V koledarju je ime zapisano 14. avgusta (Demetrij, mučenec), 6. novembra (Demetrij, ciprski škof) in 22. decembra (Demetrij, mučenec).

## Zanimivost
- Dimitrij je bil ruski veliki knez, sin carja Ivana Groznega.